# Sveta Gera
Sveta Gera (słoweń. Trdinov vrh) – góra w Chorwacji i Słowenii, najwyższa w paśmie Žumberačko gorje.
Słoweńska nazwa góry pochodzi od nazwiska pisarza Janeza Trdiny. Po stronie słoweńskiej na szczycie znajduje się 80-metrowa wieża telekomunikacyjna. Od lat 90. XX wieku Sveta Gera była przedmiotem chorwacko-słoweńskiego sporu granicznego.